# Makoop Lake
Makoop Lake är en sjö i Kanada.   Den ligger i Kenora District och provinsen Ontario, i den sydöstra delen av landet, 1 400 km nordväst om huvudstaden Ottawa. Makoop Lake ligger 259 meter över havet. Arean är 0,10 kvadratkilometer. Den sträcker sig 0,7 kilometer i nord-sydlig riktning, och 0,4 kilometer i öst-västlig riktning.
Trakten runt Makoop Lake är nära nog obefolkad, med mindre än två invånare per kvadratkilometer.